# Ernest Allan Hausmann
Ernest Allan Hausmann (* 1968 in Hamburg) ist ein deutscher Theater-, Kino- und Fernsehschauspieler.

## Leben
Ernest Allan Hausmanns Vorfahren kommen aus Deutschland und Ghana. Er wuchs in der Gemeinde Ellerau und auf Norderney auf. Er spielt seit den 1990er-Jahren an diversen Theaterhäusern in Europa, etwa dem Thalia Theater in Hamburg, dem Berliner Ensemble, dem Deutschen Theater in Berlin und dem Schauspielhaus Zürich.
Seine ersten Fernsehauftritte hatte Hausmann Mitte der 1990er-Jahre, seitdem hat er in mehreren erfolgreichen Fernsehserien wie Rosa Roth, Tatort, Polizeiruf 110 und Hinter Gittern – Der Frauenknast mitgewirkt. Des Weiteren spielte Hausmann von 2006 (Folge 51) bis 2009 (Folge 617) in der ARD-Telenovela Rote Rosen die Rolle des Kodjo Owusu-Asare. Er spielte auch Nebenrollen in mehreren Kinofilmen wie FC Venus – Angriff ist die beste Verteidigung (2006), Berlin Calling (2008) und Who Killed Johnny (2013), unter Regie von Fatih Akin war er in dessen Filmen Im Juli (2000) und Soul Kitchen (2009) zu sehen.

## Filmografie (Auswahl)
- 1996: Kebab Träume (Fernsehfilm)
- 1997: Die Gang (Fernsehserie, Folge Die Pest)
- 1997: Einsatz Hamburg Süd (Fernsehserie, Folge Der Verräter)
- 1997: Alphateam – Die Lebensretter im OP (Fernsehserie, Folge Betrogen)
- 1998: Polizeiruf 110: Katz und Kater (Fernsehfilm)
- 2000: Im Juli (Kinofilm)
- 2002: Wolffs Revier (Fernsehserie, Folge Tödliche Lektion)
- 2002: Ein Albtraum von 3 1/2 Kilo (Fernsehfilm)
- 2002: Ich liebe dieses Land (Fernsehfilm)
- 2004: Kebab Connection (Kinofilm)
- 2004/2005: Hinter Gittern – Der Frauenknast (Fernsehserie, zwei Folgen)
- 2005: Bis in die Spitzen (Fernsehserie, eine Folge)
- 2005: Tatort: Schattenhochzeit (Fernsehfilm)
- 2005: Rosa Roth – Im Namen des Vaters (Fernsehfilm)
- 2006: FC Venus – Angriff ist die beste Verteidigung (Kinofilm)
- 2006–2009: Rote Rosen (Fernsehserie, regelmäßige Rolle)
- 2007: Asudem (Kinofilm)
- 2008: Die Pfefferkörner (Fernsehserie, Folge Tödliches Serum)
- 2008: Made in Europe (Kinofilm)
- 2008: Berlin Calling (Kinofilm)
- 2008: Donna Leon – Blutige Steine (Fernsehfilm)
- 2009: Soul Kitchen (Kinofilm)
- 2013: Who Killed Johnny (Kinofilm)
- 2014: Die Fahnderin (Fernsehfilm)
- 2016: Plötzlich Türke (Fernsehfilm)
- 2016: Tatort: Im gelobten Land (Fernsehfilm)
- 2017: Der Kriminalist (Fernsehserie, Folge Die offene Tür)
- 2024: Kafka (Fernsehserie)